# Serge Santucci
Pour les articles homonymes, voir Santucci.
 (août 2017).
Serge Santucci, né en 1944 à Salernes, est un sculpteur et médailleur français.

## Biographie
Serge Santucci est l'élève de Raymond Corbin à école nationale supérieure des beaux-arts de Paris. 
Il obtient le grand prix de sculpture de la Casa de Velázquez de Madrid en 1971.
Ses médailles ont été éditées par la Monnaie de Paris. 